# شهاب راعي الأرض

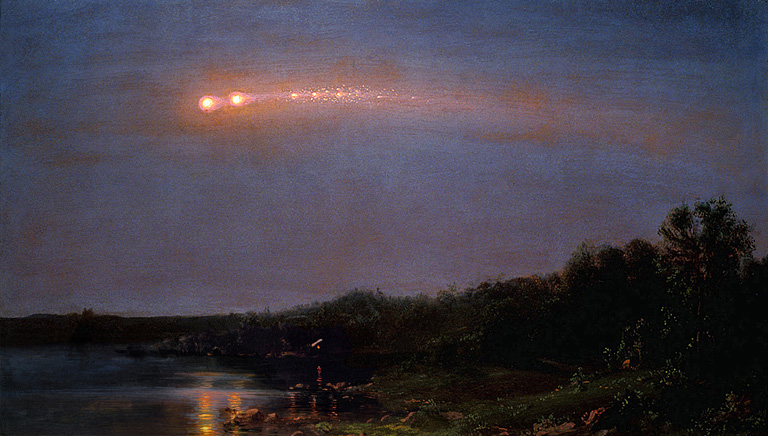
رسمة من قبل فريتز إدوين تشرتش موكب شهب 1860، والذي صنف على أنه شهاب راعي الأرض.

الكرة النارية راعية الأرض (بالإنجليزية: Earth-grazing fireball)‏ إختصاراً (راعيات الأرض)، شهب ساطعة جداً تدخل الغلاف الجوي للأرض وتنتج كرات نارية ثم تخرج مرة أخرى وتعود إلى الفضاء، يمكن أن تتساقط منها بعض الشظايا على الأرض كنيازك في حالة تفككها أو إنفجارها أثناء مرروها خلال الغلاف الجوي الأرضي، عندها تسمى هذه الظاهرة «موكب شهب» و«نيزك متفجر»، من أشهر الأمثلة على راعية الأرض «الكرة النارية النهارية العظيمة 1972» وموكب الشهب في 20 يوليو 1860.
أثناء مرور الكويكب داخل الغلاف الجوي الأرضي، ستتغير سرعته وكتلته، بالتالي تغيّر مداره، بعد خروجه من مجال الغلاف الجوي الأرض سيسلك مدار مختلف عن مداره الأصلي قبل العبور.

## الأحداث المعروفة

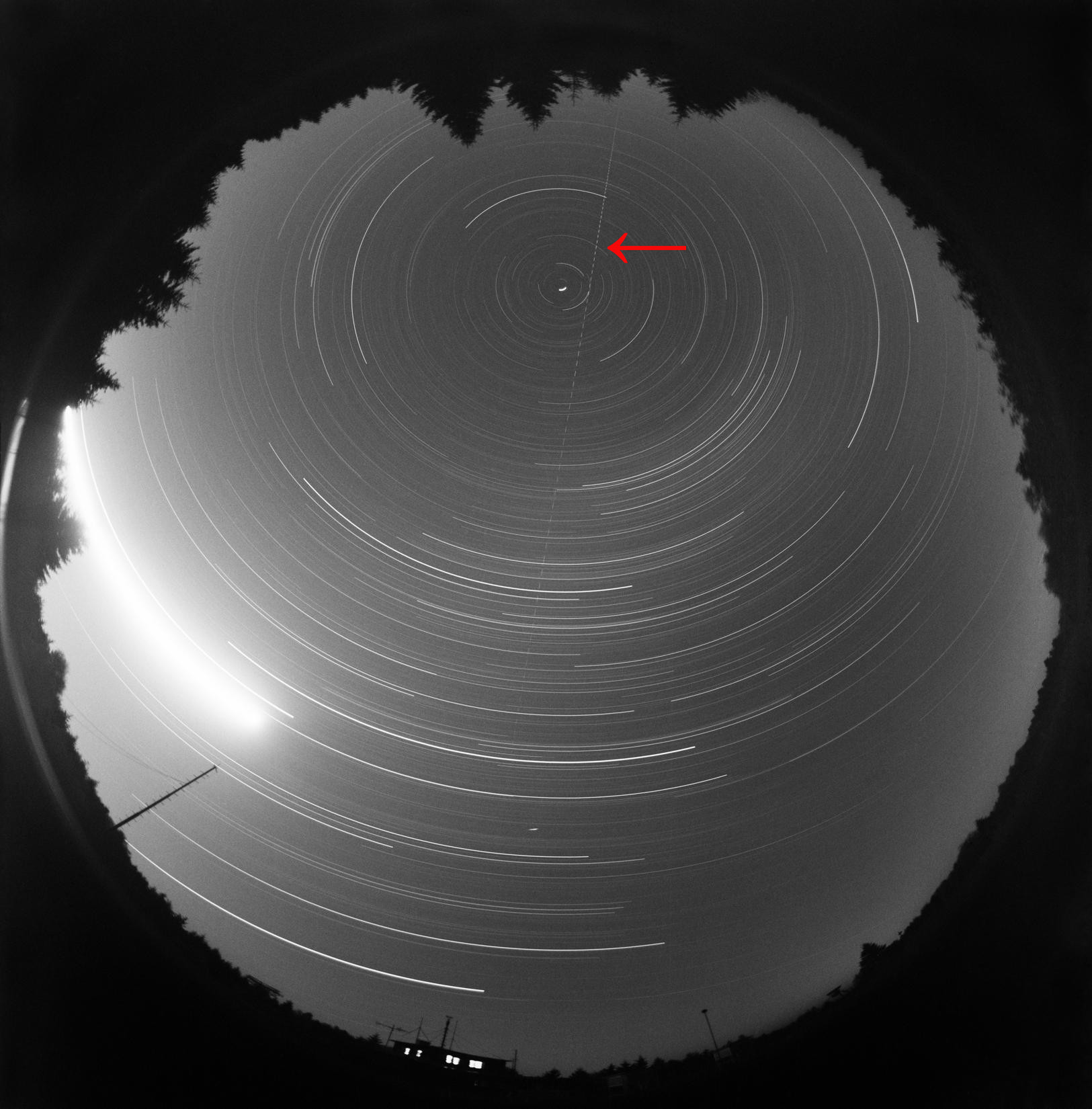
صورة شاملة لسماء تشيكوسلوفاكيا تظهر عبور شهاب راعي الشمس في 13 أكتوبر، 1990، ملتقطة من قبل شبكة الكرة النارية الأوروبية.

يعتبر هذا النوع من الشهب نادر الرصد، وحتى عام 2008 كان قد تم رصد 4 منها فقط بشكل علمي، أهم الحوادث المؤكدة لشهب الكرات النارية راعية الأرض:
- موكب الشهب في 20 يوليو 1860.
- موكب الشهب في 9 فبراير،1913 [الإنجليزية] أدى إلى الإعتقاد بأنه قمر أرضي مؤقت متفكك.[9]
- الكرة النارية النهارية العظيمة 1972، أول رصد علمي لهذا النوع من الشهب، حيث مر الشهاب "US19720810" في يوم 10 أغسطس فوق الولايات المتحدة وكندا بسرعة 15 كلم/ثا.
- في 13 أكتوبر، 1990 [الإنجليزية] نيزك بكتلة 40 كيلوغرام، وبسرعة 41.5 كلم/ثا يمر فوق تشيكسلوفاكيا على إرتفاع 97.9 كلم (أول عملية حساب لمدار تمت من خلال صورتين فوتوغرافيتين من موقعين مختلفين).[7]
- في 29 مارس 2006، كرة نارية عبرت بسرعة 18.8 كلم/ثا خلال الغلاف الجوي على إرتفاع 71.4 كلم فوق اليابان.[10]
- في 7 أغسطس 2007، عبر النيزك EN070807 خلال الغلاف الجوي للأرض فوق أوروبا بمدار يتبع كويكبات آتن النادرة.[8]
- في 10 يونيو 2012، كرة راعية الأرض من زخة شهب زيتا برشاوس [الإنجليزية] النهارية تمر فوق إسبانيا قاطعةً 510 كلم داخل الغلاف الجوي، أخفت كرة نارية تم تسجيلها وأول كرة مصدرها زخة شهب.[11]
- في 14 ديسمبر، 2014، كرة نارية بطيئة سميت SPMN241214 مرت ليلة عيد الميلاد فوق شمال إفريقيا وإسبانيا والبرتغال قاطعةً مسافة 1200 كلم داخل الغلاف الجوي.[12]
- في 7 يوليو 2017، شبكة ديزرت فايربول [الإنجليزية] رصدت كرة نارية تحركت مسافة 1300 كلم داخل الغلاف الجوي فوق غرب وجنوب أستراليا، قدرت كتلتها حوالي 60 كيلوغرام على إرتفاع 58.5 كلم، تبين أن الكويب أتى من مدار كويكبات أبولو، نتيجة عبوره داخل جو الأرض تحوّل مداره إلى مدار مشابه لمدار مذنب من عائلة المشتري.[13]